# ЛФГ Роланд C.II
ЛФГ Роланд C.II (нем. LFG Roland C.II) је једномоторни, двокрилни вишенаменски (извиђач, ловац, лаки бомбардер и школски) авион кога је у току Првог светског рата развила и производила немачка фирма LFG Roland Luft-Fahrzeug-Gesellschaft Berlin за потребе немачког ваздухопловства.

## Пројектовање и развој
Авион Роланд  C.I је био први авион пројектован у Немачкој на основу савремених достигнућа аеродинамике. Пројектовање овог авиона је започело 1915. године под управом професора Лудвига Прандтла (нем.  Ludwig Prandtl), први пут је развијен авион на основу резултата добијених из аеротунела. То је изведено у аеродинамичком институту за истраживање у Гетингену и послужила су за рационализацију трупа и крила авиона. Овом рационализацијом је постигнуто да се аеродинамички отпор сведе на минимум и тиме побољша с једне стране брзина, а са друге стране стабилност авиона. Резултати ових истраживања су довели до тога да је било могуће смањити димензије авиона са свим предностима које то са собом доноси. Пројектовање авиона Роланд  C.II се заснивало на истим принципима и резултатима које су добијени из аеротунела.
Видљиви резултати голим оком су били: труп авиона који је био елипсастог попречног пресека и чистих аеродиманичких линија. Крила су имала свега две упорнице између крила посебно моделиране како би имале што мањи отпор. Број затезача је такође сведен на минимум.
Како се то одразило у поређењу са конкурентима приказано је у следећој табели:

### Авион Роланд C.II у поређењу перформанси (пролећа 1916)
| Име               | Земља            | Снага мотора | Макс. брзина | Полетна маса | Плафон |
| ----------------- | ---------------- | ------------ | ------------ | ------------ | ------ |
| Roland C.II       | Немачко царство  | 160 KS       | 165 km/h     | 1309 kg      | 4000 m |
| Aviatik C.III     | Немачко царство  | 160 KS       | 160 km/h     | 1340 kg      | 4500 m |
| Nieuport 12       | Француска        | 110 KS       | 144 km/h     | 875 kg       | 4300 m |
| Morane-Saulnier P | Француска        | 110 KS       | 163 km/h     | 760 kg       | 4800 m |
| Morane-Saulnier L | Француска        | 80 KS        | 123 km/h     | 480 kg       | 4700 m |
| R.A.F. F.E.2      | Велика Британија | 160 KS       | 147 km/h     | 935 kg       | 3353 m |
| R.A.F. B.E.2e     | Велика Британија | 90 KS        | 145 km/h     | 959 kg       | 3500 m |

## Технички опис
Труп му је елипсастог попречног пресека, полу монокок конструкције. Предњи део, у коме је био смештен мотор је био обложен алуминијумским лимом, на коме су се налазили отвори за излазак топлог ваздуха из моторског простора, а остали део трупа је био облепљен дрвеном лепенком. Труп овог авиона се истицао чистом аеродинамичном линијом. Носач мотора је био од заварених челичних цеви. Пилот и извиђач су седели у отвореним кокпитима а били су заштићени малим ветробранским стаклом. поред тога са стране трупа налазили су се прозори кроз које су и пилот и извиђач могли да виде непосредно окружење авиона.
Авион је био опремљен течношћу хлађеним линијским моторима, Benz Bz III снаге 120 kW (160 KS) или линијски мотор Мерцедес D.III са 117 kW (160 KS), или линијски мотор Benz  снаге 200  (149 kW). Хладњак за воду се налазио на бочним страницама авиона. На вратилу мотора је била причвршћена двокрака, вучна, дрвена елиса, непроменљивог корака. Спој елисе и моторног вратила био је покривен металном капом у циљу смањења аеродинамичког отпора.
Крила су била дрвене конструкције пресвучена импрегнираним платном релативно танког профила. Крилца за управљање авионом су се налазила само на горњим крилима. Крила су између себе била повезана са две упорнице. Затезачи су били од клавирске челичне жице. Оба крила су имала облик једнокраког трапеза, и једнаких су димензија. Спојеви предње ивице са бочним ивица крила су полукружно изведени. Горње крило је било померено према кљуну авиона у односу на доње крило. Конструкције репних крила и вертикални стабилизатор као и кормило правца су била направљена од дрвета пресвучена платном.
Стајни орган је био класичан фиксан са осовином, а на репном делу се налазила еластична дрвена дрљача.
Авион је био наоружан са два митраљеза, један Spandau LMG 08/15 калибра 7,92 mm је био постављени испред пилота на горње крило и гађао се кроз обртно поље елисе. Други митраљез Parabellum LMG-14 калибра 7,92 mm се налазио у другом кокпиту код извиђача на обртној турели. Сваки митраљез је био снабдевен са по 500 метака. Авион је могао да понесе 70 kg бомби.

## Варијанте
- C.II - Двоседи извиђач, ескортни ловац за пратњу.
- C.IIa - У Односу на C.II има модификована крила и повећан вертикални стабилизатор.
- C.III - Модификовано крило и појачан мотор Benz  снаге 200 KS (149 kW).

## Оперативно коришћење
Укупно је произведено око 300 авиона овог типа. Од марта 1916. године, први авиони типа Роланд C.II су стигли на фронт и могли су да се супротставе својим летачким карактеристикама већини савезничких авиона.
Највећи недостатак овог авиона био је непрегледност из пилотске кабине показало се да пилот уопште не може да погледа на доле, што је отежало слетање. Тако да нису биле ретке озбиљне незгоде при слетању.

## Земље које су користиле овај авион
- Немачко царство